# Schluchhore
Le Schluchhore, ou Schluchhorn, est un sommet des Alpes bernoises, en Suisse, situé à la frontière entre les cantons de Berne et du Valais. Il culmine à 2 582 m d'altitude.

## Géographie
Situé près de l'extrémité nord-est du massif des Diablerets, au nord de la dent Blanche et au sud-ouest du Mittaghore, il surplombe la vallée de l'Oldebach à l'ouest et la commune de Gsteig bei Gstaad au nord.